# Jason Fuchs (Eishockeyspieler)
Jason Fuchs (* 14. September 1995 in Bern) ist ein Schweizer Eishockeyspieler, der seit Juli 2021 beim Lausanne HC aus der Schweizer National League unter Vertrag steht und dort auf der Position des Centers spielt. Sein Vater Régis war ebenfalls professioneller Eishockeyspieler.

## Karriere
Fuchs kam in Bern zur Welt, wo sein Vater Régis seinerzeit beim SC Bern unter Vertrag stand. Jason Fuchs spielte in der Jugend des HC Lugano, EHC Basel und HC La Chaux-de-Fonds. Bei La Chaux-de-Fonds gab der Stürmer im Verlauf der Saison 2012/13 sein Debüt in der National League B (NLB), ehe er für ein Jahr zu den Huskies de Rouyn-Noranda in die kanadische Juniorenliga Ligue de hockey junior majeur du Québec (LHJMQ), die ihn beim CHL Import Draft 2013 an Position 15 ausgewählt hatten, wechselte. Während eines Spiels für die Huskies im März 2014 wurde ihm ein Stück des kleinen Fingers an der linken Hand abgerissen. Im Spital wurde es wieder angenäht.
Nach seiner Rückkehr in die Schweiz im Sommer 2014 schloss sich Fuchs dem HC Ambrì-Piotta an und etablierte sich dort in der National League A (NLA). Nach drei Spielzeiten beim HCAP zog es den Angreifer im Sommer 2017 zum Ligakonkurrenten EHC Biel, wo er einen Dreijahresvertrag unterzeichnete. Zur Saison 2021/22 unterzeichnete er einen Vierjahresvertrag beim Lausanne HC, mit dem er in den Frühlingen 2024 und 2025 Vizemeister wurde.

### International
Für die Juniorennationalteams der Swiss Ice Hockey Federation spielte Fuchs bei der U18-Junioren-Weltmeisterschaft 2013 sowie den U20-Junioren-Weltmeisterschaften 2014 und 2015. Darüber hinaus nahm er am Ivan Hlinka Memorial Tournament 2012 teil.
Im Oktober 2015 erhielt Fuchs für den Deutschland Cup seine erste Berufung in die Schweizer Nationalmannschaft. Neben der Teilnahme an der Austragung des Jahres 2015 kam er auch in den Jahren 2018 und 2019 zu Einsätzen bei diesem Wettbewerb.

## Erfolge und Auszeichnungen
- 2024 Schweizer Vizemeister mit dem Lausanne HC
- 2025 Schweizer Vizemeister mit dem Lausanne HC

## Karrierestatistik
Stand: Ende der Saison 2024/25

### International
Vertrat die Schweiz bei:
- Ivan Hlinka Memorial Tournament 2012
- U18-Junioren-Weltmeisterschaft 2013
- U20-Junioren-Weltmeisterschaft 2014
- U20-Junioren-Weltmeisterschaft 2015

(Legende zur Spielerstatistik: Sp oder GP = absolvierte Spiele; T oder G = erzielte Tore; V oder A = erzielte Assists; Pkt oder Pts = erzielte Scorerpunkte; SM oder PIM = erhaltene Strafminuten; +/− = Plus/Minus-Bilanz; PP = erzielte Überzahltore; SH = erzielte Unterzahltore; GW = erzielte Siegtore; 1 Play-downs/Relegation; Kursiv: Statistik nicht vollständig)